# Ossinniki
Ossinniki (russisch Осинники) ist eine Stadt in der Oblast Kemerowo (Russland) mit 46.001 Einwohnern (Stand 14. Oktober 2010).

## Geographie
Ossinniki liegt im südlichen Teil des Kusbass, etwa 25 km südöstlich von Nowokusnezk. Die Stadt erstreckt sich im Tal des kleinen Flusses Kandalep bis zu dessen Mündung in die Kondoma, einen linken Nebenfluss des Tom. Das Klima ist kontinental.
Die Stadt Ossinniki ist der Oblast direkt administrativ unterstellt. Der Stadt sind fünf Dörfer mit insgesamt 15.885 Einwohnern unterstellt, sodass die Gesamtbevölkerung der administrativen Einheit „Stadtkreis Ossinniki“ 62.810 beträgt (Berechnung 2009).
Ossinniki liegt an der Eisenbahnstrecke (Station Kandalep, Кандалеп) und der Straße Nowokusnezk – Taschtagol.

## Geschichte
Ossinniki entstand 1926 als an Stelle der schorischen Siedlung Ossinowka (von russisch осина / ossina für Espe) im Zusammenhang mit der Errichtung eines Steinkohlenbergwerks. 1938 erhielt der Ort den heutigen Namen und Stadtrecht.

### Bevölkerungsentwicklung
| Jahr | Einwohner |
| ---- | --------- |
| 1939 | 25.449    |
| 1959 | 68.107    |
| 1970 | 61.970    |
| 1979 | 59.805    |
| 1989 | 62.687    |
| 2002 | 51.057    |
| 2010 | 46.001    |

Anmerkung: Volkszählungsdaten

## Kultur, Bildung und Sehenswürdigkeiten
Osinniki besitzt ein hauptsächlich der Naturkunde und Paläontologie des Gebietes gewidmetes Heimatmuseum.

## Wirtschaft
Bestimmender Industriezweig ist der Steinkohlenbergbau mit den Schächten Alarda (Аларда) und Kapitalnaja (Капитальная). Nicht weit von Ossinniki in Kaltan befindet sich das Süd-Kusbass-Wärmekraftwerk (Южно-Кузбасская ГРЭС / Juschno-Kusbasskaja GRES). Seit 1960 verkehrt in Ossinniki eine Straßenbahn.

## Söhne und Töchter der Stadt
- Alexander Schischkin (* 1960), Geschäftsmann und Politiker
- Walerija Tschepsarakowa (* 1989), Ringerin